# 大阪調理製菓専門学校

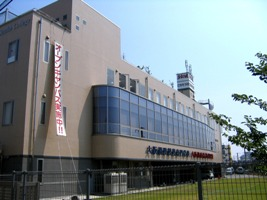
大阪調理製菓専門学校

大阪調理製菓専門学校（おおさかちょうりせいかせんもんがっこう）とは、大阪府泉大津市東豊中町にある学校法人村川学園が運営する専修学校である。1983年に設立された大阪府学校法人立の第一号の調理師学校である。なお、学校法人村川学園では、大阪健康ほいく専門学校も運営している。

## 沿革
- 1983年 学校法人村川学園、大阪調理製菓専門学校を開校。

## 学科
- 調理学科
- 製菓衛生師科

## 所在地
- 〒595-0021 大阪府泉大津市東豊中町3-1-15